# 邦光史郎
邦光 史郎（くにみつ しろう、1922年2月14日 - 1996年8月11日）は、日本の作家。本名：田中 美佐雄。父・力之助は時事新報の記者。妻は作家の田中阿里子。娘は作家・エッセイストの久我なつみ。

## 人物・来歴
東京生まれ。高輪学園卒。父親の転勤で大阪に移り、東淀川区役所につとめる。応召し、広島第2総軍司令に在隊、1945年8月6日原爆に遭遇。同年10月に除隊し、京都で五味康祐らと『文学地帯』を創刊。のち放送作家となる。1962年『社外極秘』で直木賞候補。以後企業小説、推理小説、歴史推理小説、伝記小説を多数執筆。
戦前に保高徳蔵主宰の「文芸首都」懸賞に入選。戦時中は「新作家」同人となり、戦後は五味康祐とともに「文学地帯」を主宰し、十五日会に属する。「文学者」「京都文学」同人。関西のテレビ、ラジオに台本を執筆。
1962年、産業推理小説と銘打たれた「欲望の媒体」でデビュー。同年に刊行した「社外極秘」が、第48回直木賞候補となる。1963年に「宝石」に発表した「夜の賎しさ」は日本推理作家協会の「推理小説ベスト24 1964年版」に収録される。1964年に「小説新潮」に発表した「螺旋階段」は日本推理作家協会の「推理小説ベスト24 1965年版」に収録される。1965年に刊行した「海の挑戦」が、1966年に第19回日本推理作家協会賞の候補となる。1965年に「オール読物」に発表した「トラブルメーカー」は日本推理作家協会の「推理小説ベスト24 1966年版」に収録される。
1972年、「夜と昼の神話」を刊行。1983年刊行の『十年後』はシリーズ合計70万部のベストセラーになった。1992年、京都市文化功労賞を受賞。
1978年頃に、「45歳から65歳（または69歳）まで」の年齢層に対して「熟年（層）」と呼ぶことを提唱し、原三郎（東京医科大学名誉教授）とともに「熟年」という言葉の発案者のひとりとされている。

## 著書（抄）

### 1960年代
- 『欲望の媒体』三一書房 1962 のち春陽文庫
- 『社外極秘』三一新書 1962 のち春陽文庫、集英社文庫
- 『色彩作戦』三一書房 1963 のち春陽文庫
- 『泥の勲章』講談社 1963 のち春陽文庫、徳間文庫
- 『負けるが勝ち』全3部 三一書房 1964
- 『人間動物園』文藝春秋新社(ポケット文春) 1964
- 『芸術祭』講談社 1964
- 『巨人商社』講談社 1964 のち春陽文庫、徳間文庫
- 『悪の座標』学習研究社 1964 のち春陽文庫、広済堂文庫
- 『人間砂漠』講談社 1965
- 『海の挑戦 瀬戸内汚染海域』講談社 1965 のち春陽文庫、徳間文庫
- 『重役紹介会社』三一新書 1965 のちケイブンシャ文庫
- 『鉛の箱 コンテナー』光文社(カッパ・ノベルス) 1965 のち徳間文庫
- 『夜の回路 シャドウマン』三一新書 1965 のち春陽文庫
- 『西陣模様』三一書房 1966 のち徳間文庫
- 『夜の壁画 シャドウマン』三一新書 1966 のち春陽文庫
- 『黒の商標』日本文華社(文華新書) 1966 のち春陽文庫
- 『背徳の階段』講談社 1966 のち春陽文庫、徳間文庫
- 『小説楠木正成』三一新書 1967 のち徳間文庫
- 『黄金海峡』桃源社(ポピュラー・ブックス) 1967 のち春陽文庫
- 『悪の肖像』三一ぶっくす 1967 のち春陽文庫、「炎の塔」
- 『どろんこ』徳間書店 1967
- 『東京滅亡』大光社 1967
- 『暗殺集団』桃源社(ポピュラー・ブックス) 1967
- 『夜は魔術師』東京文芸社(Tokyo books) 1968 のち旺文社文庫
- 『危険な時間』読売新聞社 1968 のち春陽文庫、徳間文庫
- 『華々しい女』講談社 1968 「華やかな疾走」
- 『地下銀行 夜の主役』光文社(カッパ・ノベルス) 1968
- 『不倫の鍵』東京文芸社 1968
- 『夜の牙』桃源社(ポピュラー・ブックス) 1968 のち旺文社文庫
- 『日本情死考』三一書房(さんいちぶっくす) 1968 のち「情死の歴史」広済堂文庫
- 『なにわへこ』講談社 1969 のち徳間文庫
- 『異端の殺し屋』桃源社(ポピュラー・ブックス) 1969 のち光文社文庫
- 『虚像の残光』桃源社(ポピュラー・ブックス) 1969
- 『1980年の恋人』浪速書房 1969
- 『傀儡一族』桃源社(ポピュラー・ブックス) 1969 「陽炎の女」祥伝社

### 1970年代
- 『鴨川千年涙川』駸々堂出版(京都文庫) 1970
- 『深海魚族 本四架橋をめぐる欲望の渦』毎日新聞社 1970 のち集英社文庫
- 『727応答なし』桃源社(ポピュラー・ブックス) 1970
- 『会社買います』桃源社(ポピュラー・ブックス) 1970
- 『妖説十三峠』桃源社(ポピュラー・ブックス) 1970
- 『夜の旗』東京文芸社(Tokyo books) 1970
- 『万博気流』サンケイ新聞社出版局 1970
- 『おとこ新兵衛 幕末必殺剣』サンケイ新聞社出版局 1970 「幕末の暗殺者田中新兵衛」ケイブンシャ文庫
- 『幻想の祭典 日本万国博』講談社 1970
- 『賭けの法則』東京文芸社 1970
- 『幻影を売る男』浪速書房 1970
- 『野球賭博師』東京文芸社 1971 のちケイブンシャ文庫
- 『零の集団 スパイ&ヒッピー』桃園書房 1971
- 『炎の旅路』光文社(カッパ・ノベルス) 1971 のち徳間文庫
- 『虚像の商人』実業之日本社(ホリデー新書) 1971
- 『黒の連鎖反応』実業之日本社(ホリデー新書) 1971 のち春陽文庫
- 『明日を買う男』光文社(カッパ・ノベルス) 1971 のち徳間文庫
- 『三井王国』新人物往来社 1972 のち集英社文庫
- 『ひらがな絵金』新潮社 1972
- 『夜と昼の神話』光文社(カッパ・ノベルス) 1972 のち徳間文庫、「幻の出雲神話殺人事件」集英社文庫
- 『歴史を推理する』新人物往来社 1973 のち集英社文庫
- 『住友王国 あかがねの巨人』サンケイ新聞社出版局 1973 のち集英社文庫
- 『緑の復讐 桃源社 1973 (ポピュラー・ブックス)　1973
- 『京の宿二十選』日本交通公社出版事業局 1973
- 『明治維新紀行』平凡社(歴史と文学の旅) 1973 のち徳間文庫
- 『幕末創世記』河出書房新社 1974 のち徳間文庫
- 『飛鳥残影』新人物往来社 1974 のち徳間文庫
- 『紀伊国屋文左衛門』サンケイ新聞社出版局 1974 のち徳間文庫
- 『幻の近江京』光文社(カッパ・ノベルス) 1974 のち徳間文庫
- 『原・日本人の謎』祥伝社(ノン・ブック) 1974
- 『江戸剣花帖』桃源社(ポピュラー・ブックス) 1974 のち徳間文庫
- 『幻の高松塚』光文社(カッパ・ノベルス) 1975 のち徳間文庫
- 『色絵曼陀羅 陶工野々村仁清伝』新人物往来社 1975
- 『大阪立身 小説・松下幸之助』サンケイノベルス 1975 のち集英社文庫
- 『邪馬台国の旅 失われた女王の郷を求めて』光文社(カッパ・ブックス) 1976 のち徳間文庫
- 『幻の騎馬王朝』光文社(カッパ・ノベルス) 1976 のち徳間文庫
- 『幻の法隆寺 夢殿殺人事件』光文社(カッパ・ノベルス) 1977 のち徳間文庫
- 『七つの邪馬台国』トクマ・ノベルズ 1977 のち文庫
- 『近江商人』日本経済新聞社 1977 のち集英社文庫
- 『炎の壷』双葉社 1977 のち徳間文庫
- 『黄色い蝙蝠 日本経済崩壊の日』祥伝社(ノン・ノベル) 1977 のち集英社文庫
- 『安宅一族 安宅産業の秘められた系譜』サンケイ出版 1978 「企業は人なり」勁文社
- 『派閥』グリーンアロー・ブックス) 1978
- 『時代を創る人びと 対談集』日刊工業新聞社(ウィークエンドブックス)1978
- 『謎の古代文字』光文社(カッパ・ノベルス) 1978 「幻の古代文字」徳間文庫
- 『会社犯罪』グリーンアロー・ブックス) 1979 「企業犯罪」ケイブンシャ文庫
- 『日本史面白事典 楽しみながら歴史に強くなる本』主婦と生活社(21世紀ブックス) 1979
- 『現役で死にたい セカンドライフの生き方』主婦と生活社(21世紀ブックス) 1979
- 『大氷結』トクマ・ノベルズ 1979 のち文庫
- 『地下銀行』グリーンアロー・ブックス) 1979 のち徳間文庫
- 『定年なんかこわくない セカンドライフの知恵』日本経済新聞社 1979 のち徳間文庫
- 『圧殺の環 食糧輸入が止まる日』祥伝社(ノン・ノベル) 1979 「食糧輸入が止まる日」徳間文庫

### 1980年代
- 『小説エネルギー戦争』光文社(カッパ・ノベルス) 1980 のち文庫
- 『熟年時代』サンケイ出版 1980
- 『巨人岩崎弥太郎』にっかん書房, 1980 のち「三菱王国」集英社文庫、「弥太郎伝」ベスト時代文庫
- 『生きがいさがしの二人旅 夫婦40歳からの出発』主婦の友社 1980
- 『源九郎義経』平凡社 1980 のち学陽書房人物文庫
- 『由比正雪』サンケイ出版 1980 のち徳間文庫
- 『消えた邪馬台国』広済堂出版 1981 のち広済堂文庫
- 『大久保卿謀殺』祥伝社(ノン・ノベル) 1981 のち徳間文庫
- 『華麗なる履歴』広済堂出版 1981 のちケイブンシャ文庫
- 『熟年生活学 たった一度の人生を愉しむための本』三天書房 1981
- 『古代面白事典 邪馬台国ではマグロのトロも食べていた』主婦と生活社(21世紀ブックス)　1981
- 『武器商社 オイル・ダラーの謀略』光文社(カッパ・ノベルス) 1981　のち文庫
- 『天下分け目の関ガ原』成美堂出版 1981
- 『小説田中角栄』徳間書店 1982-1983 のち文庫
- 『まぼろしの女王卑弥呼』秋田書店 1982 のち集英社文庫
- 『日本の三大商人』日本経済新聞社 1982 のち徳間文庫
- 『午後の派閥』サンケイ出版 1983 のち徳間文庫
- 『日本海大海戦 東郷艦隊勝利の“七つの謎"』光文社(カッパ・ノベルス) 1983　のち文庫
- 『獅子奮迅 野村証券創立者・野村徳七の生涯』サンケイ出版 1984 「野村証券王国」徳間文庫
- 『豪商家訓名言集』講談社 1984 のち徳間文庫
- 『新近江商人』日本経済新聞社 1984
- 『影の狩人』トクマ・ノベルズ 1984 「社長謀殺」文庫
- 『波瀾万丈 井上馨伝』光風社出版 1984 のち大陸文庫
- 『妻たちの明治維新』読売新聞社 1985 のち大陸文庫
- 『欲望の柩』光風社ノベルス 1985
- 『望洋 井植三兄弟』日本経済新聞社 1985　（井植歳男とその弟たちを描く）
- 『一株万金 欲望の分け前』集英社 1985 のち文庫
- 『日日これ夢 小説小林一三』淡交社 1986 のち集英社文庫
- 『消えた銅鐸族 ここまで明らかになった古代史の謎』光文社(カッパ・ブックス) 1986
- 『豪商物語』博文館新社 1986 のち徳間文庫
- 『邪馬台国を推理する』徳間書店、1987 のち集英社文庫
- 『小説トヨタ王国 天馬無限』集英社 1987 のち文庫
- 『小説ダイエー王国 オレンジ神話』徳間書店 1987 のち文庫
- 『地底の王国』サンケイノベルス 1987 のち徳間文庫
- 『物語海の日本史』講談社 1987 のち徳間文庫
- 『住友軍団パワーの秘密 グループHLC』東急エージェンシー出版事業部 1987
- 『日本経済崩壊迫る』講談社 1987
- 『戦国の虎武田信玄』世界文化社 1987
- 『虹を創る男』集英社 1988 のち文庫　（井植歳男を描く）
- 『ニッポン新未来 世界の孤児、日本人の明日』広済堂ブックス 1988
- 『世界を駆ける男』集英社 1988 のち文庫　（井植薫を描く）
- 『江戸城「大奥の謎」 教科書にはでてこない歴史の裏側』光文社(カッパ・ブックス) 1989「大奥の謎」知恵の森文庫
- 『やってみなはれ 芳醇な樽』集英社 1989 のち文庫（鳥井信治郎、佐治敬三らサントリーを描く）
- 『江戸に学ぶヒット商品の発想法』1989 (ケイブンシャブックス)
- 『幻の貴人古墳』光文社(カッパ・ノベルス) 1989　のち徳間文庫
- 『古代びとの挑戦 どこまで解けるか原・日本の曙』1989 (ケイブンシャブックス)
- 『藤ノ木古墳の謎 シルクロードの終着点』全国朝日放送 1989
- 『西郷隆盛と大久保利通 男の進退と決断』1989 (ケイブンシャブックス)
- 『シニアビジネス』日刊工業新聞社 1989
- 『坂本龍馬 幕末・維新の群像第1巻』PHP研究所 1989 のち集英社文庫

### 1990年代
- 『政治と文化を動かした女性たち』1990 (ケイブンシャ文庫)
- 『日本の神話』勁文社 1990 「『古事記』の謎」祥伝社 (ノン・ポシェット)
- 『坂本竜馬の研究 人脈づくりの達人 人をつなげ、人を動かす極意とは』PHP研究所 1990
- 『太平記の謎 なぜ、70年も内戦が続いたのか』光文社(カッパ・ブックス)1990
- 『利休と秀吉 小説戦国数寄者伝』淡交社 1991 のち集英社文庫
- 『続豪商物語』博文館新社 1991 「起業家列伝」徳間文庫
- 『飛鳥の謎』祥伝社(ノン・ポシェット)　1991
- 『江戸なるほど人物秘史 「志」に生きた逞しき男たち』広済堂ブックス 1992
- 『義経の謎 「薄墨の笛」が語る源平秘史』祥伝社(ノン・ポシェット)　1992
- 『会社のルーツおもしろ物語 あの企業の創業期はこうだった』PHP研究所 1992
- 『北方の王者　奥州藤原氏の盛衰』広済堂ブルーブックス 1993
- 『動乱の古代史が見える 日本誕生から古代争乱の謎に迫る』ベストセラーズ(ワニ文庫) 1993
- 『藤原氏の謎 最長・最大の血族はいかに成立したか』光文社(カッパ・ブックス) 1993
- 『豪商に学ぶ商道の原点』経営書院 1993
- 『打たれ強い経営<京都商法のすすめ> なぜ京都の企業は不況に強いのか』ベストセラーズ(ワニの本) 1993
- 『苦楽の向う側 江戸の達人に学ぶ後半生の過し方』経営書院 1993
- 『古代王朝の謎』日本文芸社(日文ノベルス) 1994
- 『江戸幕末大不況の謎 なぜ薩長が生き残ったのか』光文社(カッパ・ブックス) 1994
- 『時の旅人 小説日本通史』1－8の巻 祥伝社 1994-1996 のち文庫
- 『朱の伝説 古代史の謎』集英社 1994
- 『豪商への道 現代に生きる「攻め」と「守り」の近江商法』PHP研究所 1994
- 『智謀の群像』毎日新聞社 1995
- 『死ぬまで元気新『養生訓』<食・性・心>東洋思想の真髄』光文社(カッパ・ブックス) 1995
- 『いろはにほ 安間家の人びと』勁文社 1995
- 『新釈日本史 この国のはじめ』1－2 1995-1996 (徳間文庫)
- 『海の邪馬台国 三内丸山遺跡が古代史の定説を変えた』祥伝社(ノン・ポシェット)1996
- 『鬼の伝説』集英社 1996
- 『干支から見た日本史』毎日新聞社 1996
- 『日本を創った10人の名参謀 歴史を動かした頭脳と人間力』広済堂ブックス 1996

### 共編著
- 『京洛十二帖』百瀬明治共著 駸々堂出版 1970
- 『平家物語の舞台』百瀬明治共著 駸々堂出版(京都文庫) 1971　のち徳間文庫
- 『京都散策 2』駒敏郎共著 保育社(カラーブックス)1973
- 『売春の歴史』杉村明共著 日本書籍 1980 のち広済堂文庫
- 『団塊ビジネスマン四十歳の選択 どんな未来が待ち受けているのか』Group U共著 PHP研究所 1985
- 『松下電器産業 日本企業館』佐藤一段共著 講談社 1990
- 『迫りくる首都壊滅 無防備都市・東京を直下型地震が襲う日』グループZ共著 祥伝社(ノン・ブック) 1991「東京大震災」改題
- 『60歳からどう生きる セカンドライフの生き方が人生を決める!!』セカンドライフの会共著 広済堂出版 1993